# ファーストKiss☆物語
『ファーストKiss☆物語』（ファーストキッスストーリー）は、1998年4月24日にNECホームエレクトロニクスより発売されたPC-FX用恋愛アドベンチャーゲーム。PC-FX最後のタイトルとなった。
本項では、2002年8月8日に発売された続編『ファーストKiss☆物語II 〜あなたがいるから〜』についても記載する。

## 概要
高校卒業までの1か月の間に意中のヒロインと親しくなり、ファーストキスを交わすことが目的。そのため、キスシーンがそのままエンディングとなる。キスシーンは、PC-FXの強力な動画再生機能を活かしてフルアニメーションで表現された。
1997年9月の制作発表時の仮タイトルは『ファーストKiss☆』で、同年11月に現在のタイトルに決定した。コンシューマゲーム初となる二部構成を採用し、第一章はヒロインの好感度を上げるための共通シナリオ、第二章は1人のヒロインに焦点を絞ったシナリオとなる。なお、第一章終了時に規定の好感度に達していないヒロインについては第二章に移ることはできず、選択できるヒロインがいない場合はバッドエンドとなる。
ゲーム中の街並みは、開発元のヒューネックスが所在する吉祥寺をモデルにしたものとみられる。また、続編『ファーストKiss☆物語II』が「（本作の）4年後の2002年」を舞台とすること、およびゲーム内のカレンダーから、年代設定は1998年と考えられる。2000年2月に開催されたイベントで、本作の権利がブロッコリーに譲渡されたことが発表された。

## 各機種版の特徴
PC-FX版
- 1998年4月24日発売。アニメーションの総再生時間は20分超、CGは約700カットに及ぶ。また、音声データは合計で45時間を超える[4]。
- 美里シナリオのボリュームが他ヒロインと比べて少ない。また、香澄は隠しキャラ扱いで、取扱説明書にも記載がない。
- FXマウス対応。移動先選択だけでなく会話時に選択肢を選ぶ際にもポインタを操作するため、マウスを使うと操作性が向上する。
- ミニゲームとして『ヒューネックスファイターズ'98』（HF98）という2D対戦格闘ゲームが入っている。参戦キャラクターは、織倉香奈（声 - 柳瀬なつみ）、アーシャ（『ブルーブレイカー 〜剣よりも微笑みを〜』より。声 - 本井えみ）、メイ・スター（『プライベート・アイ・ドル』より。声 - 古山あゆみ）の3名。

PlayStation （PS）版
- 1998年11月26日発売。CD-ROM2枚組。エンディングテーマはCD-DAで収録されているため、CDプレイヤーで聴ける。
- フルボイス化とシナリオの改良が図られ、美里シナリオはFX版に比べて充実したものになった。香澄が正式なヒロインに昇格し（ただし取扱説明書には苗字抜きで記載されている）、美穂に新エンディング（分岐ではなく2周目）が追加されたほか、全ヒロインにイベントの追加が行われている。さらに、オートデモの後に次回予告風のムービー集が追加された。
- アナログスティック対応、PSマウス非対応。PSのアナログスティックはニュートラルの遊びが大きいため微妙な操作が難しく、マウスほど快適ではない。
- FX版の18歳以上推奨に該当するシーンはCGが差し替えられている。しかしPS版の販促ポスターは、表が変更されたPS版のシーン（複数）、裏が対応するFX版のシーンという確信犯的なものであった。なお、差し替えCGはFX版より高解像度になったため、場面によって解像度にばらつきが生じている。
- HF98は削除された（イベント自体はあるが、ゲームをする部分だけすっぽりと抜けた形になっている）が、PC-FXについて言及したセリフはそのまま残されている。

ドリームキャスト （DC）版
- 2002年8月8日リリース。GD-ROM2枚組で、「II」の限定版に同梱された。発売元はブロッコリー。
- PS版をベースとしており、移植はPS2版も含め有限会社エムツーが担当した。

PlayStation 2版
- 2003年7月17日に、「II」とセットの『ファーストKiss☆物語』（表記は同じだが、「ファーストキッスストーリーズ」と読む）として発売された。「II」も含めて1枚のDVD-ROMに収められており、第二章開始時のディスク入れ替えがない。
- プログレッシブ方式による画面出力に対応。DC版同様にPS版をベースとしているが、全体的に画像がリファインされ画質が向上した。ただし、一部の背景にPS版当時の解像度のものが残っている。

## ストーリー
高校卒業を1か月後に控えた主人公・水沢芳彦は、父の急な転勤に伴い秋月（あきづき）市にある父の知り合いの家に居候することになるが、そこは未亡人と年頃の娘2人という女所帯だった。妹の真奈美はなついてくれるものの、姉の香奈にはすっかり嫌われてしまい、複雑な気分の居候生活が始まる。
それ以外にも、学校の後輩や入院中の少女など様々な女性との出会いや交流を経験する。主人公がファーストキスを交わす運命の女性は果たして誰か。

## 登場人物

### メインキャラクター
水沢 芳彦 （みずさわ よしひこ）
声 - なし（ゲーム） / 井上和彦（ドラマCD） / 私市淳（OVA）
本作の主人公。微風（そよかぜ）高校3年生。家族は父、母、妹。父の急な転勤が決まったが、卒業を間近に控えた主人公のみ残ることとなり、父の古い知り合いである織倉家に居候する。勉強運動共に平均的だが容姿端麗で性格も良い為異性に人気がある。
織倉 香奈 （おりくら かな）
声 - 柳瀬なつみ（現・やなせなつみ）
誕生日：9月26日、血液型：A型、身長：158cm、体重：44kg、年齢：16歳、3サイズ：83/56/84
微風高校1年生。不在がちの母に代わって家を支えるしっかり者。初対面時のアクシデントから主人公には冷たい態度をとる。趣味は家事と花の世話。
織倉 真奈美 （おりくら まなみ）
声 - 水橋かおり
誕生日：2月16日、血液型：A型、身長：152cm、体重：38kg、年齢：13歳、3サイズ：77/54/82
香奈の妹。秋月中学2年生。スポーツが得意。甘えんぼで、主人公を「お兄ちゃん」と呼んでなつく。趣味はカラオケ。
着替え中下着姿を主人公に見られたり、靴下を履いている時パンツ丸見えだったりと中学生なのにサービスシーンが多い。
織倉 弥生 （おりくら やよい）
声 - 山田美穂（現・山田みほ）
誕生日：8月8日、血液型：AB型、身長：166cm、体重：48kg、年齢：??歳、3サイズ：84/59/86
香奈と真奈美の母。秋月総合病院に勤める医師で未亡人。高校生の娘がいるとは思えない若々しい容姿をしている。父親のいない娘たちを支えてくれることを期待して主人公を家に招く。趣味は読書。
墓参り中に変質者に襲われるシーンがある。旦那の墓の前で胸を揉まれスカートをめくり上げられ危うくレイプされかけるところを主人公に救出される。
杉崎 由希子 （すぎさき ゆきこ）
声 - 古山あゆみ
誕生日：6月12日、血液型：A型、身長：167cm、体重：50kg、年齢：18歳、3サイズ：86/60/84
主人公のクラスメイト。さばさばした性格で、主人公のことも性別を超えた親友だと思っていた。自称、本作の「真のヒロイン」。趣味は水泳。OVAにも登場する。
同性愛者の後輩に押し倒され胸を揉まれ告白されるシーンがある。
主人公と下校中、子供にスカートを捲られて水玉パンツを晒されたうえ、大声でパンツの柄を晒されて辱められる。
七瀬 綾華 （ななせ あやか）
声 - 大野まりな
誕生日：12月27日、血液型：O型、身長：156cm、体重：46kg、年齢：16歳、3サイズ：81/58/85
香奈のクラスメイト。元気で天真爛漫。主人公に対して恋人宣言をし、積極的にアタックしてくる。クラスには香奈しか友達がいないという。PS版以降はポテチという名のゴールデンハムスター（声 - 水橋かおり）を飼っている。趣味はマンガを読むこと。OVAにも登場する。
蒼月 ひより （そうげつ ひより）
声 - 高橋美紀
誕生日：2月19日、血液型：AB型、身長：165cm、体重：45kg、年齢：17歳、3サイズ：83/57/83
弥生が担当している入院患者。長期入院中で外の世界に憧れており、弥生の紹介で主人公と知り合った。おでこの広いキャラクターが多い作品だが、そのなかでも随一の広さを誇る。子守りが得意で、好物はたい焼き。
藤沢 優 （ふじさわ ゆう）
声 - 半場友恵
誕生日：5月7日、血液型：AB型、身長：163cm、体重：48kg、年齢：17歳、3サイズ：83/58/84
舞の双子の姉。微風高校2年生。明るく活発な性格で、主人公を品定めしに来る。趣味は遊びに行くこと。
藤沢 舞 （ふじさわ まい）
声 - 浅田葉子
誕生日：5月7日、血液型：AB型、身長：163cm、体重：48kg、年齢：17歳、3サイズ：84/58/85
優の双子の妹。同じ学校に通うが、姉と異なり生徒会に所属する真面目な優等生タイプ。校門検査で主人公を厳しくチェックしたり、同棲の噂を聞き主人公と香奈を呼び出したりする。本作唯一のメガネっ娘であり、趣味は掃除。
春日野 美穂 （かすがの みほ）
声 - 鈴木砂織（現・杉本沙織）
誕生日：1月8日、血液型：A型、身長：158cm、体重：46kg、年齢：15歳（推定）、3サイズ：82/56/84
微風高校の裏門付近にたたずむ中学生の少女。しかし、主人公と綾乃以外彼女を気にかける者はいない。また、裏門以外の場所で会うこともない。趣味は壁抜け。
主人公が寝転んでいる頭元に現れた際、スカートの中がバッチリ覗けてしまう。縞々パンツ丸見えになり、気づいて恥ずかしがる。
森村 恭子 （もりむら きょうこ）
声 - 本井えみ
誕生日：11月9日、血液型：O型、身長：156cm、体重：43kg、年齢：19歳、3サイズ：81/55/83
ドーナツ店「ハニードーナッツ」店員。役者の卵。気の優しいお姉さんだがちょっと頼りないところがある。「ハニードーナッツ」でアルバイトをする場合は、バイト先の先輩となる。趣味は演劇鑑賞。
橘 美里 （たちばな みさと）
声 - 折笠愛
誕生日：10月10日、血液型：O型、身長：171cm、体重：56kg、年齢：24歳、3サイズ：88/62/86
喫茶店「チェリーポット」のオーナー。綾乃・香澄の姉。姉御肌の女性で、微風高校在籍中は勇名を馳せていたらしい。趣味はツーリングで、傷だらけのヘルメットを大事にしまいこんでいる。
橘 香澄 （たちばな かすみ）
声 - 笹本優子
誕生日：8月1日、血液型：A型、身長：154cm、体重：42kg、年齢：14歳、3サイズ：78/55/83
美里・綾乃の妹。恋に恋する、秋月中学2年生。「チェリーポット」でウェイトレスをしている。ゲームが得意。

### サブキャラクター
橘 綾乃 （たちばな あやの）
声 - 島田敏
主人公のクラスメイトで美里の弟、香澄の兄。名前に似合わぬごつい体育会系。由希子に好意を寄せる。美穂とは妙に波長が合うらしく、美穂シナリオではいろいろといじられることになる。
香坂 宏 （こうさか ひろし）
声 - 子安武人
主人公のクラスメイト。神出鬼没のクールな美男子で女子の人気が高いが、誰かとつき合っているというわけではなく、その気もないようである。学校では主人公たちといることが多いが、どこか傍観者的な態度をとる。
笹木 哲也 （ささき てつや）
声 - 阪口大助
香奈のクラスメイト。香奈のナイトを自認しており、主人公につっかかってくる。
笠原 葉子 （かさはら ようこ）
声 - 満仲由紀子
美里の高校時代からの友人。茶葉店「リーフリーフ」を経営している。
案内人
声 - 子安武人
美穂シナリオで登場する謎の人物。

## スタッフ
- 企画・制作進行 - 小澤武彦（HuneX）
- シナリオプロット - 小澤武彦、水上広樹
- シナリオ
  - 小澤武彦 （香奈、真奈美、綾華、恭子）
  - 林茂久 （優、舞、美里）
  - 小澤武彦、林茂久 （弥生、由希子）
  - 黒野学 （ひより）
  - 中本進一 （香澄）
  - 滝下真玄 （美穂）
- キャラクターデザイン・グラフィック原画 - 水上広樹
- サウンドプロデュース - 佐藤真一郎
- 音響監督 - 鳥嶋和也、田中彰
- アニメーション制作 - ベガエンタテイメント
  - 原案・脚本 - 小澤武彦、水上広樹
  - 絵コンテ・演出 - 石堂宏之
  - 作画監督 - 嶋津郁雄、大矢朱、桜井木ノ実
- プロデューサー - 黒野学（HuneX）
- エグゼクティブプロデューサー - 丹野勇一

## 主題歌
オープニングテーマ 「君のファーストキッス」
作詞 - 小澤武彦、菅原幸枝 / 作曲・編曲 - 伊東清孝 / 歌 - 佐倉さおり
第二章 オープニングテーマ 「だから涙をふいて…」
作詞 - 小澤武彦、菅原幸枝 / 作曲・編曲 - 伊東清孝 / 歌 - 佐倉さおり
エンディングテーマ 「TOMORROW」
作詞 - 菅原幸枝 / 作曲・編曲 - 伊東清孝 / 歌 - 大野まりな、古山あゆみ、柳瀬なつみ、水橋かおり
※オープニングテーマはゲームに収録されたバージョンがフルコーラスとなる（つまり、1番しか存在しない）。

## イベント
発売記念イベント
1. 1998年1月25日、「ゲーマーズ祭」（サンシャインシティ ワールドインポートマート4Ｆ）のヒューネックスブースにおいて開催。出演は古山あゆみ（杉崎由希子役）。
2. 1998年8月2・3日、「東京キャラクターショー1998」（東京ビッグサイト 東1ホール）のヒューネックスブースにおいて開催。出演は山田美穂（織倉弥生役）、古山あゆみ。
3. 1998年10月10・11日、「東京ゲームショウ'98秋」（幕張メッセ）のヒューマンブースにおいてトークショーを開催。出演は古山あゆみ。
4. 1998年11月28日、ソフマップ秋葉原8号店にて200名（100名×2回）限定で握手会を実施。出演は柳瀬なつみ（織倉香奈役）、水橋かおり（織倉真奈美役）、古山あゆみ、大野まりな（七瀬綾華役）、水上広樹、黒野学（司会）。
5. 1998年11月29日、アニメイト川越店にて80名限定で握手会を実施。出演は柳瀬なつみ、水橋かおり、古山あゆみ、大野まりな、水上広樹、黒野学（司会）。
6. 1998年12月6日、ソフマップ日本橋9号店、アニメイト阿倍野ベルタ店にて握手会を実施。出演は古山あゆみ。

｢ファーストKiss☆物語 イメージソングbook」 発売記念イベント
1999年1月17日、「新春デジキャラフェスティバル」（サンシャインシティ 文化会館4F）のヒューネックスブースにおいてトークショー＆ミニライブを開催。出演は柳瀬なつみ、水橋かおり、古山あゆみ、大野まりな、高橋美紀（蒼月ひより役）、半場友恵（藤沢優役）、鈴木砂織（春日野美穂役）、黒野学（司会）。
『ファーストKiss☆物語』 OVA 制作発表会
1999年7月25日、「東京キャラクターショー1999」（東京ビッグサイト 東6ホール） 特設ステージにて開催。出演は柳瀬なつみ、水橋かおり、水上広樹、黒野学。
『ファーストKiss☆物語 〜Kissからはじまる物語〜』（OVA） 発売記念イベント
2000年1月30日、「デジキャラフェスティバル3」（サンシャインシティ 文化会館2F）にてトークショーを開催。出演は柳瀬なつみ、水橋かおり、古山あゆみ、大野まりな、鈴木砂織、私市淳（水沢芳彦役）。
『ファーストKiss☆物語』 バレンタインイベント
2000年2月19日に六本木・ヴェルファーレでトークショー等を開催。出演は柳瀬なつみ、水橋かおり、大野まりな、水上広樹、黒野学、是空とおる（『プリズムパレット』プロデューサー）、立石流牙（『プリズムパレット』シナリオ）。
イベントチケットは2月14日発売のOVAに初回特典として封入。『ファーストKiss☆物語』の権利のブロッコリーへの譲渡および『ファーストKiss☆物語II』の制作が発表された。

## 関連商品

### OVA
ファーストKiss☆物語 〜Kissからはじまる物語〜
発売日：2000年2月14日 / 品番：BBBA-1212（DVD）、BBVA-1212（VHS）
香奈エンドのその後（2年後）を描いた作品。芳彦の大学進学により離れ離れになってしまった香奈は、教育実習生の早川翔吾に亡き父の面影を見いだし心揺れる。水沢芳彦役は私市淳、オリジナルキャラクターの早川翔吾役は森川智之。30分。
映像特典として、テーマソング「Believe in Love」のミュージッククリップが付属する。
スタッフ
- 原作 - HuneX
- 監督・絵コンテ - ふくもとかん
- 脚本 - 黒野学
- キャラクター原案 - 水上広樹
- キャラクターデザイン・作画監督 - 柳野龍男
- 美術監督 - 中山益男
- 色彩設定 - 海鋒重信
- 撮影監督 - 桑良人
- 音楽 - 高浜輝夫
- 音響監督 - 本田保則
- プロデューサー - 住友正信、越中おさむ
- エグゼクティブプロデューサー - 木谷高明
- 制作 - 呀龍スタジオ
- 販売 - ビームエンタテインメント
- 製作・発売 - ブロッコリー

テーマソング
「Believe in Love」
作詞 - 森ユキ / 作曲・編曲 - 坂本裕介 / 歌 - 柳瀬なつみ

### 作品ガイド
ファーストKiss☆物語 設定資料集
発売日：1998年11月 （11月15日初版発行） / 発行：ムービック ISBN 4-89601-385-9
開発資料、イラスト（CGおよび原画）、開発スタッフ・声優陣インタビューなどを収録。
ファーストKiss☆物語 Official Memorial Book 1st Album
発売日：1998年12月 （12月15日初版発行） / 毎日コミュニケーションズ ISBN 4-8399-0115-5
PS版対応。書き下ろしイラスト、初期設定資料、オフィシャルノベル（プロローグ）、開発スタッフ・声優陣インタビューなどを収録。
ファーストKiss☆物語 ビジュアルカレンダー
発売日：1998年12月 （12月26日初版発行） / 新声社（ゲーメストムック/EXシリーズ Vol.71） ISBN 4-88199-567-7
PS版対応の設定資料集・攻略ガイド。
PC-FXベストキャラクターズ 公式デジタル原画集 Vol.2
発売日：1999年8月 / 徳間書店/インターメディア・カンパニー（Tokuma Intermedia Mook） ISBN 4-19-820092-0
Windows（95/98）/ Classic Mac OS 両対応。

### ドラマCD
全て発売元はムービック。
ドラマCD ファーストKiss☆物語 ファーストエピソード 〜織倉香奈〜
発売日：1998年11月21日 / 品番：MACM-1029
ドラマCD ファーストKiss☆物語 Vol.2 〜コレクション オブ ショートエピソーズ〜
発売日：1999年1月30日 / 品番：MACM-1030
ドラマCD ファーストKiss☆物語 Vol.3 〜蒼月ひより〜
発売日：1999年2月27日 / 品番：MACM-1031
ファーストKiss☆物語 ドラマCD スペシャルBOX
発売日：1999年12月11日 / 品番：MACM-9005
上記ドラマCD3作品をボックス化したもの。
バラエティCD ファーストKiss☆物語 〜SCRAP BOOK Vol.1〜
発売日：1999年5月22日 / 品番：MACM-1049
ラジオ特番『スクラップ・ブック』に新規録り下ろしのコーナーを追加しCD化。
バラエティCD ファーストKiss☆物語 〜SCRAP BOOK Vol.2〜
発売日：1999年6月26日 / 品番：MACM-1050

### CD-ROM
アニメフリークFX Vol.6
発売日：1998年2月27日 / 発売：NECホームエレクトロニクス / 品番：FXNHE845
CD-ROMマガジン。オープニングムービーとキャラクター自己紹介（弥生、美里、香澄は未登場）を収録。
ファーストKiss☆物語 デスクトップアクセサリー集 〜第一章〜
発売日：1999年9月10日 / ヒューネックス
Windows 95/98用。壁紙・スクリーンセーバー・システムボイスのほか、設定資料、オープニングムービー、ミニゲームなどを収録。
ファーストKiss☆物語 デスクトップアクセサリー集 〜第二章〜
発売日：1999年10月29日 / ヒューネックス
オリジナルボイスメッセージ、ミニドラマなどを収録。
ファーストKiss☆物語 デスクトップアクセサリー集 〜最終章〜
発売日：1999年11月26日 / ヒューネックス
「ヒューネックスファイターズ'98 Ver.2」、エンディングムービー集などを収録。

### CD
ファーストKiss☆物語 [音楽CD]
発売日：1998年6月17日 / 発売：ポニーキャニオン / 品番：PCCB-00321
織倉香奈（声 - 柳瀬なつみ）、織倉真奈美（声 - 水橋かおり）のモノローグも収録。
ファーストKiss☆物語 ヴォイスコレクション
発売日：1998年9月23日 / 日本クラウン / 品番：CRCP-15537
ボイスメール、留守録メッセージなどを収録。
ファーストKiss☆物語 イメージソングbook
発売日：1999年1月17日 / バンダイ・ミュージックエンタテインメント / 品番：APCM-5118
ファーストKiss☆物語 〜Kissからはじまる物語〜 Valentine Special CD
発売日：2000年2月14日 / ブロッコリー
「ファーストKiss☆物語 バレンタインパック」同梱。OVAテーマソング「Believe in Love」を収録。
Sweet Melody 〜Girls Song Collection Vol.2〜
発売日：2003年12月3日 / ティームエンタテインメント / 品番：KDSD-00021
エンディングテーマ「TOMORROW」を収録。

### その他
ファーストKiss☆物語 [小説]
著者：金月龍之介、イラスト：水上広樹 / 発売日：1998年11月 （11月30日初版発行） / 発行：ムービック（Movic Game Collection 10） ISBN 4-89601-383-2
ファーストKiss☆物語 [漫画]
作者：水上広樹 / メディアワークス（電撃G'sマガジン 1998年9月号 - 1999年5月号連載、全7話）
ファーストKiss☆物語 コミックアンソロジー
発売日：1999年2月 / メディアワークス（電撃コミックス） ISBN 4-07-311148-5
『電撃G'sマガジン』で連載された水上の漫画も収録（1 - 4話のみ）。
ゲームコミック ファーストKiss☆物語
発売日：1999年1月 / ラポート ISBN 4-89799-322-9
アンソロジーコミック。
ファーストKiss☆物語 トレーディングカード Part1〜4
発売：ブロッコリー / 全430種類（スペシャルカード34種）

## ファーストKiss☆物語II 〜あなたがいるから〜

### 概要 （物語II）
前作から4年後の秋月市を舞台とする続編。淡い初恋の思い出を抱き、久しぶりに秋月市を訪れた大学生の主人公・本郷路魁斗が様々な女の子たちと出会い、新たな物語が始まる。
2000年2月19日のOVA『ファーストKiss☆物語 〜Kissからはじまる物語〜』発売記念イベントで制作が発表された。当時は2002年春の発売を予定していた。
本作独特のシステムとして「深層心理感応システム」と呼ばれるものがある。これはゲーム中の選択肢を通してプレイヤーに対する心理テストが行われ、それによりゲームの進行が変化するというものである。また、会話と移動でテンポよく進む前作に比べ、本作はテキストを読むことに比重が置かれており、『To Heart』や『Kanon』といったノベルゲームの影響が窺える。アニメーションシーンはあわせて25分以上に及ぶ。
登場人物については、主人公が名家の御曹司、またヒロインもアイドル、怪盗、名家のお嬢様などとなっており、1名を除き普通の人々であった前作と比べるとかなり派手である。またヒロインの人数は前作の12人から7（8）人へと絞られた（とはいえ、他のゲームと比べて決して少ないわけではない）。一部の前作の登場人物がゲスト出演する。
ブロッコリーでは、『ファーストKiss☆物語』、『プリズムパレット』、本作を三部作と位置付けている。なお、前作で「ハニードーナッツ」があった場所にはゲーマーズが建っている。

#### 各機種版の特徴 （物語II）
ドリームキャスト（DC）版
- 2002年8月8日発売。GD-ROM2枚組。限定版には『ファーストKiss☆物語』が同梱される。当初の発売予定日は8月1日だった。

PlayStation 2版
- 2003年7月17日発売。前作の移植版（画像のリファインあり）とセットの『ファーストKiss☆物語』（表記は同じだが、「ファーストキッスストーリーズ」と読む）として発売された。新ヒロイン・かりんが追加されたほか、相性診断などのイベントやグラフィックが追加されている。プログレッシブ方式での画像出力に対応。
- スペシャルCD同梱版には、『でじこさん』（ラジオ大阪ほか10局ネット）内でオンエアされた「ラジオドラマ ファーストKiss☆物語II」および「ファーストKiss☆物語II サウンドトラック」が収録されたCDが同梱される。
- 開発時の仮タイトルは、『ファーストKiss☆物語I＆II』[7]。また、当初の発売予定日は6月26日だった。

### 登場人物 （物語II）
本郷路 魁斗（ほんごうじ かいと）
声 - 遊佐浩二
年齢：20歳、誕生日：7月1日、身長：176cm、体重：65kg
本作の主人公。秋月市立大学3年生。正義感の強い熱血漢だが、直情的。年齢の割には子供っぽい性格をしている。
好きな食べ物は枝豆、ビール、さんま、手作りハンバーグ。嫌いな食べ物は納豆、高級料理。弱点は相手の涙、寒い所。座右の銘は「思い立ったが吉日」。
本郷路 美紗（ほんごうじ みさ）
声 - 西川宏美
年齢：22歳、誕生日：2月3日、血液型：O型、身長：162cm、体重：48kg、3サイズ：86/60/85
主人公の義姉。秋月市立大学院生。明朗快活、成績優秀、才色兼備の完璧な女性。誰にでも気軽に接し、細かな気配りが出来る為、周囲からの人望が厚い。ミス研の後輩に前作ヒロインの織倉香奈がいる。
好きな食べ物はライチ、豆腐、日本酒、エイヒレ。嫌いな食べ物は脂っこい物、体に悪そうな物。弱点は脂っこい人、冗談が通じない人。座右の銘は「人生楽ありゃ苦もあるさ」。
織田桐 姫乃（おだぎり ひめの）
声 - 沢城みゆき
年齢：16歳、誕生日：4月28日、血液型：A型、身長：156cm、体重：45kg、3サイズ：82/58/84
アイドルを夢見る少女。微風高校1年生。芸能事務所に所属しているが、未だにブレイクを果たせていない。真面目で礼儀正しく、芯が強い。大胆で行動的な一面もある。先輩に前作ヒロインの森村恭子がいる。
好きな食べ物はお寿司、もんじゃ焼き。嫌いな食べ物は辛い物、マスタード類、お刺身。弱点は昆虫類、節足生物。座右の銘は「千里の道も一歩から」。
小早川 蘭（こばやかわ らん）
声 - 大本眞基子
年齢：17歳、誕生日：10月10日、血液型：B型、身長：168cm、体重：54kg、3サイズ：83/62/84
陸上部に所属する微風高校3年生。目標に向かって一直線に頑張る、裏表のない性格。言葉遣いは男っぽく、さっぱりとしている。体が弱い弟の面倒を良く見る、しっかり者な姉でもある。主人公にはよくからかわれ、振り回される。陸上のコーチは前作ヒロインの杉崎由希子。
好きな食べ物はパイナップル、バナナ、スキヤキ、アルカリイオン飲料。嫌いな食べ物はフランス料理、ゼリー状のサプリメント。弱点は弟、お化け関係。座右の銘は「成せば成る、成さねば成らぬ何事も」。
菱村 菜々美（ひしむら ななみ）
声 - 吉田愛理
年齢：16歳、誕生日：7月2日、血液型：B型、身長：160cm、体重：48kg、3サイズ：84/58/86
公園で生活しているホームレス。おっとりとした口調の慈愛に満ちた心優しい少女で、全ての人々に対して平等な博愛主義者。物知りで生活の知恵を熟達しており、主人公にとっては頼もしい存在。実は菱村財閥の令嬢だが、母親との確執から家を飛び出した。
好きな食べ物はハムサンド、イチゴ、梅かつおのおにぎり。弱点は祖父母。座右の銘は「天は人の上に人を創らず、人の下に人を創らず」。
石川 夕美（いしかわ ゆうみ）
声 - 小松里賀（現・小松里歌）
年齢：17歳、誕生日：9月30日、血液型：AB型、身長：163cm、体重：50kg、3サイズ：84/58/83
名門校の優等生だが、裏の姿は世間を騒がす義賊パープルキャッツ。冷静で理知的な現実主義者。警戒心が強く、人と接するのが苦手。
好きな食べ物は鍋料理、焼き鳥、プチケーキ。嫌いな食べ物はコンニャク、ところてん、激甘な物。弱点は愛情。座右の銘は「虎穴に入らずんば虎子を得ず」。
ミキ
声 - 柳瀬なつみ（現・やなせなつみ）
年齢：推定9歳、誕生日：5月2日、血液型：A型、身長：138cm、体重：36kg、3サイズ：64/46/68
天真爛漫な少女。誰にでも懐く無邪気な性格。幼少時代のある約束を守り続けている。自身が持つ特殊な能力に苦しむが、弱音は吐かない。前作ヒロインの蒼月ひよりはお姉さん的存在。
好きな食べ物はプリン、チュロス。嫌いな食べ物はトマト、梅干し。弱点は毛虫、うねうねするもの。座右の銘は「笑う角には福は内」。
アイコ
声：古山あゆみ
年齢：18歳、誕生日：11月22日、血液型：AB型、身長：157cm、体重：42kg、3サイズ：83/56/84
電子世界で理想の自分を演じて人と接する少女。前作ヒロインの織倉真奈美は同級生。
好きな食べ物はカレーライス、バーベキュー、りんご。嫌いな食べ物はやわらかい食べ物。弱点は怒鳴る人、怖い人。
かりん
声 - 中山さら
風間 剛（かざま つよし）
声 - 渡辺武彦
年齢：20歳、誕生日：3月12日、血液型：O型、身長：174cm、体重：60kg
主人公の親友。秋月市立大学3年生。優しく穏やかで、いつもフォロー役として手助けをする、ストイックな性格。可愛い物や甘い物には目が無い、意外な一面がある。
好きな食べ物は納豆、焼肉、チョコレートパフェ。嫌いな食べ物はセロリ、魚介類。弱点は潔癖症。座右の銘は「風林火山」。
津上 陸（つがみ りく）
声 - 鳥海浩輔
バンド「PKO」のリーダー。キツい性格だが優しい一面もある。
氷川 海（ひかわ うみ）
声 - 鈴木千尋
バンド「PKO」のメンバー。穏やかで優しい。
葦原 空（あしはら そら）
声 - サエキトモ
バンド「PKO」のメンバー。姫乃に好意を抱いている。
爺や
声 - 土門仁
本郷路家に仕える執事。

### スタッフ （物語II）
- キャラクターデザイン - 水上広樹
- プロデューサー - 黒野学
- シナリオ - 黒野學、林茂久、水城ゆう
- 音楽 - 今工、尾形雅史、taifu

### 関連商品 （物語II）
Windows版体験版
PS2版の発売に先立ち、『コンプティーク』2003年8月号（2003年7月10日発売）の付録CD-ROMにWindows上で動作する体験版が収録された。また、ゲーム部分の音声を省略した「軽量版」がゲーム情報サイト「GAME Watch」にて配布された（2012年1月現在も下記リンクよりダウンロード可能。ただし、サポートは既に打ち切られている）。
ファーストKiss☆物語II 〜エピソード第0章 出会い〜
発売日：2002年4月10日 / 発売：ブロッコリー / 品番：GCFC-027
キャラクター紹介CD。3,000枚限定。
ファーストKiss☆物語II 〜あなたがいるから〜 恋愛白書
発売日：2002年9月20日 / 発行：角川書店（Kadokawa Game Collection） ISBN 4-04-707095-5
イラスト、設定、攻略ガイド等を掲載。
Sweet Melody 〜Girls Song Collection Vol.2〜
発売日：2003年12月3日 / 発売：ティームエンタテインメント / 品番：KDSD-00021